# Цвиянович, Желька
Желька Цвиянович (серб. Жељка Цвијановић, Željka Cvijanović, урождённая Грабовац, Грабовац; род. 4 марта 1967, Теслич, СР Босния и Герцеговина, Югославия) — политический и государственный деятель Боснии и Герцеговины. Сербский член Президиума Боснии и Герцеговины с 2022 года. В прошлом — президент Республики Сербской (2018—2022), премьер-министр Республики Сербской (2013—2018).

## Биография
Родилась 4 марта 1967 года в Тесличе в СФРЮ. Она дочь боснийского серба по отцовской линии и боснийской хорватки по материнской линии.
Окончила в Тесличе начальную и среднюю школы.
Училась на философском факультете Сараевского университета.
Окончила философский факультет Баня-Лукского университета. Продолжила образование в области дипломатического и консульского права на юридическом факультете Баня-Лукского университета. Защитила диссертацию на тему «Международно-правовая позиция Европейского Союза».
До прихода в большую политику работала учителем английского языка.
С февраля 2006 года занимала должность советника премьер-министра Республики Сербской по вопросам европейской интеграции и сотрудничества с международными организациями, после чего была избрана главой кабинета премьер-министра Республики Сербской.
Возглавляла отдел координации и европейской интеграции в правительстве Республики Сербской и была членом-экспертом Комитета по европейской интеграции и региональному сотрудничеству Национального собрания Республики Сербской.
В правительстве Республики Сербской под руководством премьер-министра Александра Джомбича с 29 декабря 2010 года была министром экономических связей и регионального развития.
Избрана премьер-министром Республики Сербской 12 марта 2013 года. В декабре 2014 года переизбрана на должность премьер-министра Республики Сербской.
На всеобщих выборах в Боснии и Герцеговине 2018 года избрана на должность президента Республики Сербской.

## Сербский член Президиума Боснии и Герцеговины (2022 — настоящее время)
1 июля 2022 года Цвиянович выдвинула свою кандидатуру на всеобщих выборах в Боснии, снова баллотируясь на пост сербского члена Президиума Боснии и Герцеговины. На всеобщих выборах, состоявшихся 2 октября, она была избрана на пост сербского члена Президиума Боснии и Герцеговины, набрав 51,65 % голосов и, таким образом, став первой женщиной-членом Президиума Боснии и Герцеговины, созданного после войны в Боснии. Кандидат от Демократической партии Сербии Мирко Шарович занял второе место с 35,45 %.
Цвиянович была приведена к присяге в качестве члена Президиума 16 ноября 2022 года вместе с вновь избранным членом Денисом Бечировичем и переизбранным членом Желько Комшичем.

## Взгляды
Поддерживает использование особых идентификационных карт для каждой из этнических групп Боснии и Герцеговины.
Сочувствует жертвам войны и выступает за материальную поддержку родственников жертв в Сребренице.

## Личная жизнь
Желька замужем за Александром Цвияновичем, у них двое сыновей.